# Jesús Ángel López
Jesús Ángel López González (Palencia, 1962) conocido en el ámbito deportivo como López, es un exjugador de fútbol español. Jugaba como centrocampista y disputó 69 encuentros en la Primera División de España con el Real Valladolid, club con el que conquistó la Copa de la Liga de España en su edición de 1984.

## Biografía
Natural de Palencia, López destacó en el club de la ciudad, el Palencia Club de Fútbol, y en 1983 fue fichado con 20 años por el Real Valladolid para incorporarse a su equipo filial, el Valladolid Promesas. La siguiente temporada, la 1984-85, fue ascendido al primer equipo, disputando 11 encuentros en la Primera División de España. López permaneció en el cuadro blanquivioleta durante siete temporadas y disputó 69 encuentros, marcando un gol el 14 de junio de 1987 en un encuentro jugado en el Estadio José Zorrilla frente al Real Betis. Su mayor éxito en el Real Valladolid fue la consecución de la Copa de la Liga de España en su edición de 1984, disputando López los dos partidos de la final ante el Atlético de Madrid.
Tras perder protagonismo en las dos siguientes temporadas, en 1990 fichó por el Granada Club de Fútbol, con el que disputó la temporada 1990-91 en Segunda División B. La campaña siguiente firmó por el Xerez Club Deportivo, también de Segunda B, con el que disputó dos temporadas para retirarse en 1993 con 30 años de edad.

## Clubes
| Club                    | País   | Año       | Partidos | Goles |
| ----------------------- | ------ | --------- | -------- | ----- |
| Palencia Club de Fútbol | España | 1980-1983 | 22       | 2     |
| Real Valladolid         | España | 1983-1990 | 69       | 1     |
| Granada Club de Fútbol  | España | 1990-1991 | 8        | 1     |
| Xerez Club Deportivo    | España | 1991-1993 | 51       | 5     |

## Títulos
| Título          | Club            | País   | Año  |
| --------------- | --------------- | ------ | ---- |
| Copa de la Liga | Real Valladolid | España | 1984 |